# Telmatoscopus orbiculatus
Telmatoscopus orbiculatus är en tvåvingeart som först beskrevs av Krek 1971.  Telmatoscopus orbiculatus ingår i släktet Telmatoscopus och familjen fjärilsmyggor. Inga underarter finns listade i Catalogue of Life.